# カランドゥラ滝

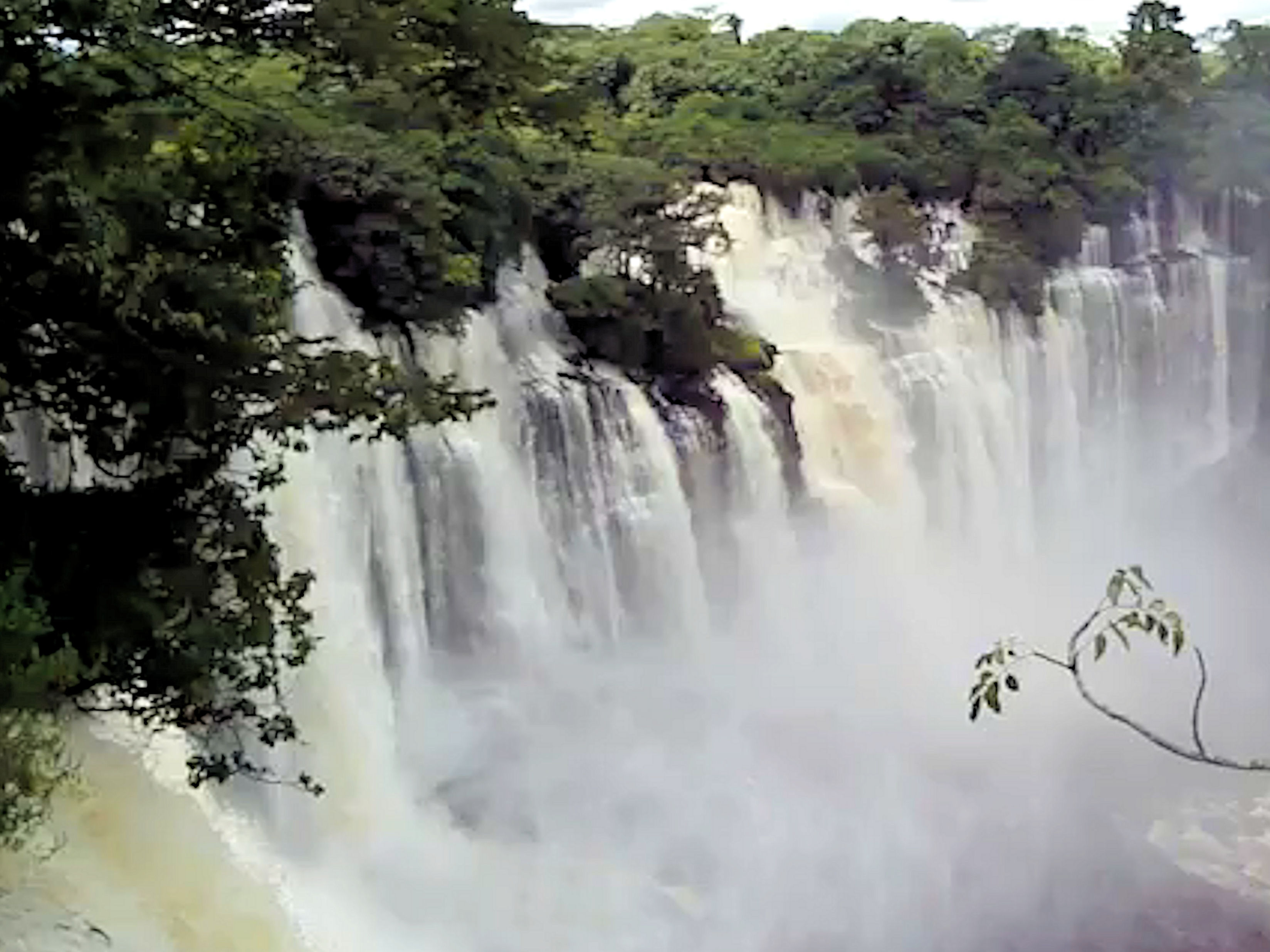
カランドゥラ滝

カランドゥラ滝（カランドゥラだき、ポルトガル語: Quedas de Kalandula、英語: Kalandula Falls）は、アンゴラ共和国マランジェ州カランドゥラにある滝である。滝の長さ410メートル、高さ105メートルで、アフリカでヴィクトリア滝に次いで2番目に大きい。
カランドゥラ滝は、クワンザ川流域の最も重要な支流であるルカラ川に掛かっている。州都マランジェからは約80キロ、首都ルアンダからは420キロ離れている。1975年（植民地時代）までは「ブラガンサ公爵滝」として知られていた。

## 参照項目
- 世界の滝